# Stretto
Een stretto (meervoud: stretti, Italiaans voor 'nauw', 'vernauwd', van het Italiaanse stringere = aanspannen) in de muziek kan verschillende betekenissen hebben.

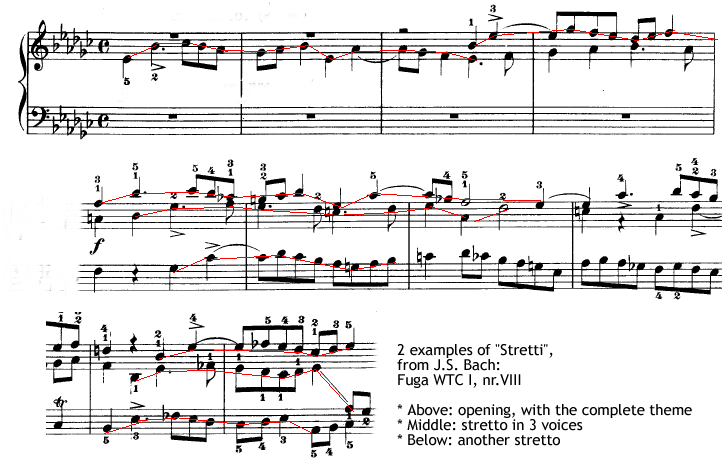
Voorbeeld van stretti in een fuga van Johann Sebastian Bach

- In een fuga is een stretto een gedeelte waar de diverse stemmen (de dux en/of comes) het hoofdthema versneld achter elkaar inzetten, alvorens dit thema in een stem volledig is geëxposeerd, waardoor de structuur gedrongener wordt. Dit type stretto geeft spanning, en vindt dikwijls plaats tegen het einde van de fuga alvorens de slotgroep met inzetten plaatsvindt, of juist als onderdeel van die slotgroep. Zeer vele fuga's van Johann Sebastian Bach bevatten stretti.
- In een aria wordt het versnellende slotdeel ook het stretto van de aria genoemd.
- Een momentele[(sinds) wanneer?] versnelling (accelerando) van het tempo wordt ook soms aangeduid met stretto (ook wel 'stretta', vernauwd). In pianomuziek van Frédéric Chopin komt men deze aanduiding nog wel regelmatig tegen, zoals in de bekende Prelude op. 28 nr. 4 in e-klein,[1] waar de solostem op een gegeven moment een genoteerd 'stretto' speelt, terwijl het stuk zich ook dynamisch en ritmisch naar het spanningshoogtepunt begeeft.